# Eublemma foedosa
Eublemma foedosa is een vlinder van de familie van de spinneruilen (Erebidae). De wetenschappelijke naam van deze soort is voor het eerst voorgesteld als Anthophila foedosa door Achille Guenée in een publicatie uit 1852.
De soort komt voor in tropisch Afrika waaronder Oeganda, Kenia, Zambia, Zimbabwe, Zuid-Afrika, Eswatini en Lesotho.